# 平澤真希
平澤 真希（ひらさわ まき）は、日本のピアニスト、作曲家。長野県伊那市出身。平澤音楽事務所所属。

## 来歴
大手企業役員などを歴任した平澤家の長女として生まれる。3歳の時からピアノを始め各ピアノ・コンクールに入賞。長野県伊那北高等学校を経て、東京音楽大学に入学。在学中にカロル・シマノフスキの音楽に強い影響を受ける。
1993年（平成5年）、霧島国際音楽祭グランプリ受賞。この折、音楽祭審査委員として来日していたポーランドの名ピアニスト、レギナ・スメンジャンカに才能を認められ、ショパン音楽アカデミーに奨学金特待生として留学。シマノフスキの作品を中心に、ピアノソロ、ヴァイオリンデュオ、コンチェルト等、幅広いレパートリーを習得し、在学中からポーランド各地で演奏活動を行なう。数多くの国際音楽祭に出演。ショパン音楽大学院最優秀首席卒業。
日本、ポーランド、フランス、オランダ、ウクライナ、クウェート、フィリピン等世界各地で演奏活動を行い、魅力的かつ比類ない音楽的個性と独創性を持ったピアニストと評されている。テレビ、ラジオ（ポーランド第1テレビ、NHK-FMなど）に出演。巨匠音楽家たちのパートナーとして室内楽奏者でも2009年まで毎年世界各地でリサイタルを開いてきている。
これまでに、CD「ショパン没後のポーランド音楽」、「Passion the Piano」、「ショパン室内楽曲全集」（コンスタンティ・クルカ、アンジェイ・ブルーベルとの共演）をリリース。またポーランドでも病気の子供達のために活動する団体に加わり笑いと音楽を提供し社会福祉にも力を注いでいる。演奏は全身を使ったビジュアルな奏法で、躍動のピアニスト、と呼ばれ注目されてきている。
2010年（平成22年）元日、インターネット・TV、「FM南青山お正月特別番組・平澤真希珠玉のピアノ・コンサート」に出演。世界各地からの視聴を得て、1週間のアーカイブ放送予定が1ヶ月間のロングラン放送となるなど高い人気度を示した。
　この年から日本での活動を増やし、上野・東京文化会館で10月16日、高崎シティーギャラリーホールで10月18日などコンサートツアーを行い「レクチャーコンサート”祖国への愛”シリーズ「ポーランド・ショパン後の音楽」と題し、
- タルティーニ / ヴァイオリン・ソナタ ト短調 op.3 「悪魔のトリル」
- ベートーヴェン / ヴァイオリン・ソナタ第5 番 ヘ長調 op.24 「春」
- シマノフスキ / ヴァイオリン・ソナタ ニ短調 op.9
- ヴィエニアフスキ / 華麗なるポロネーズ第1 番 ニ長調 op.14
- ヴィエニアフスキ / 物語（レゲンデ、伝説曲） op.17
- ヴィエニアフスキ / スケルツォ・タランテラ op.16

などを、ポーランドの文化勲章受章ヴァイオリニスト、コンスタンティ・クルカとともに公演、聴衆に大きな感動を与えるなど各地でのコンサートを行うとともに、俳優・山本圭とのトークコンサートをはじめ、民放各局で精力的にテレビコンサートを行っている。DVDもコンサートのライブ、また、平澤真希の自作曲になる作品を中心とした5年間にわたってライフワークとなるDVDの制作も進んでいる。